# 愛甲 (厚木市)
愛甲（あいこう）は、神奈川県厚木市にある町名。現行行政地名は愛甲一丁目から愛甲四丁目と大字愛甲。住居表示は一丁目から愛甲四丁目が実施済区域、大字愛甲は未実施区域。

## 地理
厚木市の南西部、小田急小田原線愛甲石田駅にほど近く、伊勢原市と隣接した地域。

### 地価
住宅地の地価は、2023年（令和5年）1月1日の公示地価によれば、愛甲1-17-48の地点で16万8000円/m2となっている。

## 歴史
- 1889年4月1日 - 温水村、長谷村、愛名村、愛甲村、恩名村、船子村、戸室村が合併。南毛利村が成立。
- 1955年2月1日 - 厚木町・睦合村・小鮎村・玉川村・南毛利村の1町4村が合併。厚木市発足。厚木市の大字になる。
- 2012年11月5日 - 住居表示実施。大字愛甲から愛甲東一〜三丁目、愛甲西一〜三丁目、愛甲一〜四丁目が成立。

## 世帯数と人口
2021年（令和3年）3月1日現在（厚木市発表）の世帯数と人口は以下の通りである。
| 大字・丁目 | 世帯数 | 人口    |
| ---------- | ------ | ------- |
| 愛甲       |        | 68人    |
| 愛甲一丁目 |        | 1,353人 |
| 愛甲二丁目 |        | 1,943人 |
| 愛甲三丁目 |        | 947人   |
| 愛甲四丁目 |        | 1,262人 |
| 計         |        | 5,573人 |

### 人口の変遷
国勢調査による人口の推移。
| 年                 | 人口  |
| ------------------ | ----- |
| 1995年（平成7年）  | 8,193 |
| 2000年（平成12年） | 8,292 |
| 2005年（平成17年） | 8,408 |
| 2010年（平成22年） | 8,701 |
| 2015年（平成27年） | 5,549 |
| 2020年（令和2年）  | 5,830 |

### 世帯数の変遷
国勢調査による世帯数の推移。
| 年                 | 世帯数 |
| ------------------ | ------ |
| 1995年（平成7年）  | 3,295  |
| 2000年（平成12年） | 3,467  |
| 2005年（平成17年） | 3,681  |
| 2010年（平成22年） | 3,840  |
| 2015年（平成27年） | 2,608  |
| 2020年（令和2年）  | 2,836  |

## 学区
市立小・中学校に通う場合、学区は以下の通りとなる（2022年10月時点）。
| 大字・丁目 | 番・番地等 | 小学校             | 中学校             |
| ---------- | ---------- | ------------------ | ------------------ |
| 愛甲       | 全域       | 厚木市立愛甲小学校 | 厚木市立東名中学校 |
| 愛甲一丁目 | 全域       | 厚木市立愛甲小学校 | 厚木市立東名中学校 |
| 愛甲二丁目 | 全域       | 厚木市立愛甲小学校 | 厚木市立東名中学校 |
| 愛甲三丁目 | 全域       | 厚木市立愛甲小学校 | 厚木市立東名中学校 |
| 愛甲四丁目 | 全域       | 厚木市立愛甲小学校 | 厚木市立東名中学校 |

## 事業所
2021年（令和3年）現在の経済センサス調査による事業所数と従業員数は以下の通りである。
| 大字・丁目 | 事業所数  | 従業員数 |
| ---------- | --------- | -------- |
| 愛甲       | 22事業所  | 406人    |
| 愛甲一丁目 | 75事業所  | 935人    |
| 愛甲二丁目 | 37事業所  | 281人    |
| 愛甲三丁目 | 37事業所  | 498人    |
| 愛甲四丁目 | 23事業所  | 192人    |
| 計         | 194事業所 | 2,312人  |

### 事業者数の変遷
経済センサスによる事業所数の推移。
| 年                 | 事業者数 |
| ------------------ | -------- |
| 2016年（平成28年） | 206      |
| 2021年（令和3年）  | 194      |

### 従業員数の変遷
経済センサスによる従業員数の推移。
| 年                 | 従業員数 |
| ------------------ | -------- |
| 2016年（平成28年） | 2,334    |
| 2021年（令和3年）  | 2,312    |

## 交通

### 鉄道
- 小田急小田原線愛甲石田駅

### 路線バス
- 神奈川中央交通
- 愛11:愛甲石田駅 - 聖木 - 日向川 - 七沢病院
- 愛24:愛甲石田駅 - 聖木 - 愛名 - 松連寺（厚木営業所）

## 施設

### 1丁目
- 愛甲石田駅
- セブンイレブン厚木愛甲石田駅前店
- セブンイレブン厚木愛甲南店
- JA厚木愛甲
- TSUTAYA愛甲石田店

### 2丁目
- スギ薬局厚木愛甲店
- 熊野神社

### 3丁目
- セブンイレブン厚木坊中店
- 西松屋チェーン厚木愛甲店
- 厚南幼児園

### 4丁目
- 長福寺

## その他

### 日本郵便
- 郵便番号 : 243-0035[3]（集配局 : 厚木郵便局[19]）。